# 앤드루 로버트슨
앤드루 로버트슨(영어: Andrew Robertson, MBE, 1994년 6월 15일 글래스고 ~ )은 스코틀랜드 축구 국가 대표팀의 주장으로, 현재 잉글랜드 프리미어리그의 리버풀 소속의 레프트백이다. 현지에서는 로보(Robbo) 라는애칭으로 불리고 있다.

## 경력
2012년 퀸스 파크에서 프로 무대에 데뷔한 로버트슨은 그 다음 해, 스코티시 프리미어십의 던디 유나이티드로 자유이적하게 된다. 이적한 그 해에 "스코틀랜드 축구협회 선정 올해의 영 플레이어 상"을 수상하였다.
2014년 그에게 관심을 보였던 헐 시티로 이적하여 좋은 모습을 보였고 2017년 헐시티가 강등 당하자, 잉글랜드 프리미어리그의 리버풀 FC가 저렴한 이적료로 그를 영입하게 되었다.
이후 주전 레프트백으로 발돋움하여 2018-19 시즌에는 UEFA 챔피언스 리그에서 우승을 달성하였고, 2019년 UEFA 슈퍼컵과 FIFA 클럽 월드컵에서도 우승을 차지하였다. 그리고 2019-20 시즌 프리미어 리그 우승에 이어 2021-22 시즌 풋볼 리그 컵과 FA 컵 우승을 차례로 달성하였고, 2022년 FA 커뮤니티 실드 우승까지 이뤄내며 리버풀에서 좋은 활약을 보이고 있다.

## 출전 통계
| 클럽            | 시즌    | 출전 | 득점 | 도움 |
| --------------- | ------- | ---- | ---- | ---- |
| 퀸스 파크       | 2012-13 | 43   | 2    |      |
| 던디 유나이티드 | 2013-14 | 44   | 5    |      |
| 헐 시티         | 2014-15 | 24   | 0    | 2    |
| 헐 시티         | 2015-16 | 52   | 4    | 4    |
| 헐 시티         | 2016-17 | 39   | 1    | 2    |
| 리버풀          | 2017-18 | 30   | 1    | 5    |
| 리버풀          | 2018-19 | 48   | 0    | 13   |
| 리버풀          | 2019-20 | 49   | 3    | 12   |
| 리버풀          | 2020-21 | 50   | 1    | 7    |
| 리버풀          | 2021-22 | 47   | 3    | 15   |
| 리버풀          | 2022-23 | 43   | 0    | 10   |
| 리버풀          | 2023-24 | 30   | 3    | 3    |
| 리버풀          | 2024-25 | 42   | 0    | 1    |

## 수상

#### 헐 시티 AFC
- 풋볼리그 챔피언십 플레이오프 : 2016

#### 리버풀 FC
- 프리미어리그 : 2019-20
- FA컵 : 2021-22
- EFL컵 : 2021-22, 2023-24
- FA 커뮤니티 실드 : 2022
- UEFA 챔피언스리그 : 2018-19
- UEFA 슈퍼컵 : 2019
- FIFA 클럽 월드컵 : 2019

### 개인
- PFA 스코틀랜드 올해의 영플레이어 : 2013-14
- PFA 스코틀랜드 올해의 팀 : 2013-14
- SPFL 이 달의 선수 : 2013년 11월
- SPFL 이 달의 영플레이어 : 2013년 9월
- PFA 올해의 팀 : 2018-19, 2019-20
- UEFA 챔피언스리그 시즌 스쿼드 : 2018-19, 2021-22
- UEFA 챔피언스리그 Breakthrough XI : 2018
- ESM 올해의 팀 : 2019-20
- 대영제국 훈장 5등급 (MBE) : 2023[1]